# Šibenik

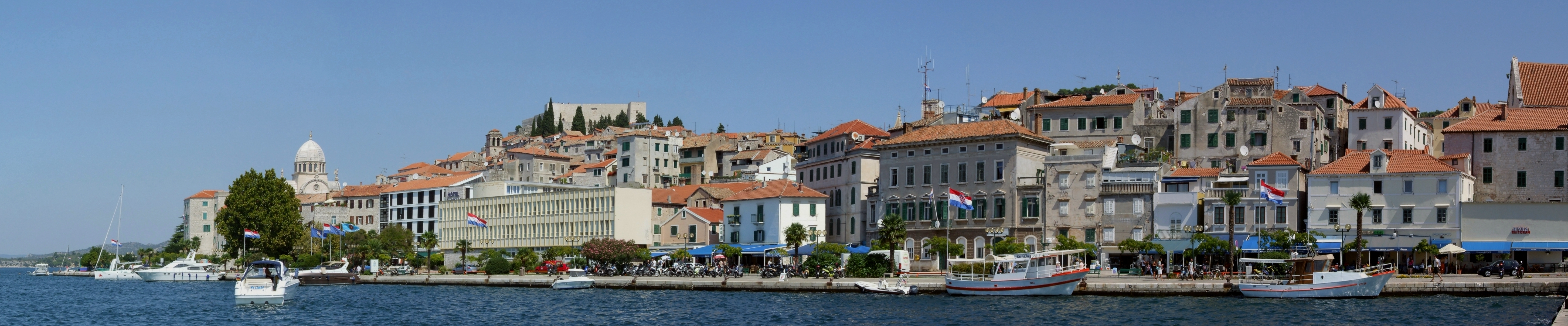
Panorama der Stadt

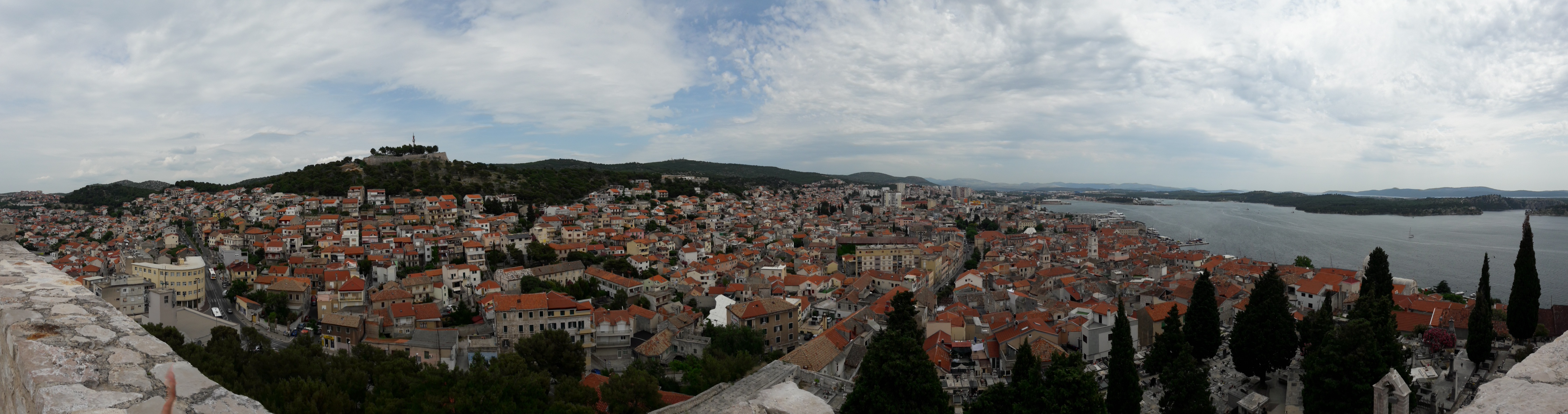
Ansicht der Südstadt von der Festung St. Michael aus

Šibenik [ˈʃibɛnik] (deutsch veraltet Sibenning, italienisch Sebenico) ist eine Stadt mit 42.589 Einwohnern (inkl. zugehöriger Ortschaften laut Volkszählung 2021) an der Adriaküste in Kroatien in der Region Dalmatien. Sie befindet sich in der Gespanschaft Šibenik-Knin (kroatisch: Šibensko-kninska županija) und ist Sitz der katholischen Diözese Šibenik.
Die überwiegende Mehrheit der Bevölkerung stellen mit 94,62 % die Kroaten.

## Stadtgliederung
Die Stadt selber besteht aus 16 Stadtvierteln und hat 31.085 Einwohner.
Zudem gehören administrativ zur Stadt folgende 32 Ortschaften:
- Boraja, 249 Einw.
- Brnjica, 72 Einw.
- Brodarica, 2.534 Einw.
- Čvrljevo, 64 Einw.
- Danilo, 376 Einw.
- Danilo Biranj, 442 Einw.
- Danilo Kraljice, 104 Einw.
- Donje Polje, 267 Einw.
- Dubrava kod Šibenika, 1.185 Einw.
- Goriš, 147 Einw.
- Gradina, 303 Einw.
- Grebaštica, 937 Einw.
- Jadrtovac, 171 Einw.
- Kaprije, 189 Einw.
- Konjevrate, 179 Einw.
- Krapanj, 170 Einw.
- Lepenica, 68 Einw.
- Lozovac, 368 Einw.
- Mravnica, 70 Einw.
- Perković, 111 Einw.
- Podine, 26 Einw.
- Radonić, 79 Einw.
- Raslina, 567 Einw.
- Sitno Donje, 561 Einw.
- Slivno, 110 Einw.
- Vrpolje, 776 Einw.
- Vrsno, 67 Einw.
- Zaton, 978 Einw.
- Zlarin, 284 Einw.
- Žaborić, 479 Einw.
- Žirje, 103 Einw.

## Geographie
Die Stadt liegt unweit der Mündung des Flusses Krka in die Adria an einem natürlich geschützten Hafen. Der natürliche Kanal Sv. Ante führt ins offene Meer. Der Krka-Canyon und der Prukljan-See bilden eine natürliche Barriere im Westen und Norden. Im Süden stellt die Meeresbuch Morinje bei Jadrtovac eine natürliche Barriere dar. Vorgelagert liegen die zur Stadt gehörenden besiedelten Inseln Zlarin, Kaprije und Žirje. Weiter im Süden liegt die Insel Krapanj. Hinzu kommen etliche unbesiedelte Inseln. Größere Nachbarstädte sind Vodice im Norden, Drniš und Knin im Osten sowie Primošten im Süden. Die einzigen benachbarten Großstädte sind Zadar im Norden und Split im Süden.

## Geschichte
Šibenik wurde im Jahr 1066 in einer Urkunde des Königs Petar Krešimir IV., der sich im befestigten Kastell St. Michael (heute St. Anna) aufhielt, erstmals erwähnt. Von 1116 bis 1124 und von 1125 bis 1133 stand Šibenik unter venezianischer Herrschaft. Der ungarisch-kroatische König Stephan III. Árpád verlieh der Stadt 1167 die Autonomie. Nach einer kürzeren Amtszeit des byzantinischen Herrscherhauses (bis 1180) wurde die Stadt abwechselnd von den ungarisch-kroatischen Königen, von Venedig, dem bosnischen König Stjepan Tvrtko und dem Herzog Hrvoje Vukčić Hrvatinić regiert.
Von 1412 bis 1797 stand Šibenik erneut unter venezianischer Herrschaft. Danach war Šibenik bis 1918, abgesehen von der Zeit der französischen Besetzung, mit dem übrigen Dalmatien Teil von Österreich-Ungarn.
Am 28. August 1895 wurde das erste Kraftwerk mit Wechselstrom in Skradinski buk, auf dem Fluss Krka, nach Plänen von Nikola Tesla in Betrieb genommen. Die Stadt Šibenik war damit eine der ersten Städte Kroatiens, die mit elektrischem Strom beleuchtet waren.
1914 war Šibenik als Garnison der k.k. Landwehr belegt mit dem II. Bataillon des k.k. Landwehr Infanterie-Regiments Nr. 23.
Gegen Ende des Ersten Weltkrieges wurde Šibenik von Italien besetzt, wurde jedoch durch den Grenzvertrag von Rapallo 1920 Teil des Königreiches der Serben, Kroaten und Slowenen (später Jugoslawien).
Während des Kroatienkrieges (1991–95) wurde Šibenik von der Jugoslawischen Volksarmee und serbischen paramilitärischen Truppen schwer angegriffen. Obwohl sie über deutlich weniger Waffen verfügten, gelang es den Kroatischen Streitkräften und der Bevölkerung von Šibenik, die Stadt zu verteidigen. Die Schlacht von Šibenik dauerte vom 16.–22. September 1991. Durch die Kampfhandlungen wurden zahlreiche Gebäude und Denkmäler beschädigt, darunter die Kuppel der Šibeniker Kathedrale des Heiligen Jakobus und das 1870 erbaute Theatergebäude.

## Welterbe und Baudenkmäler

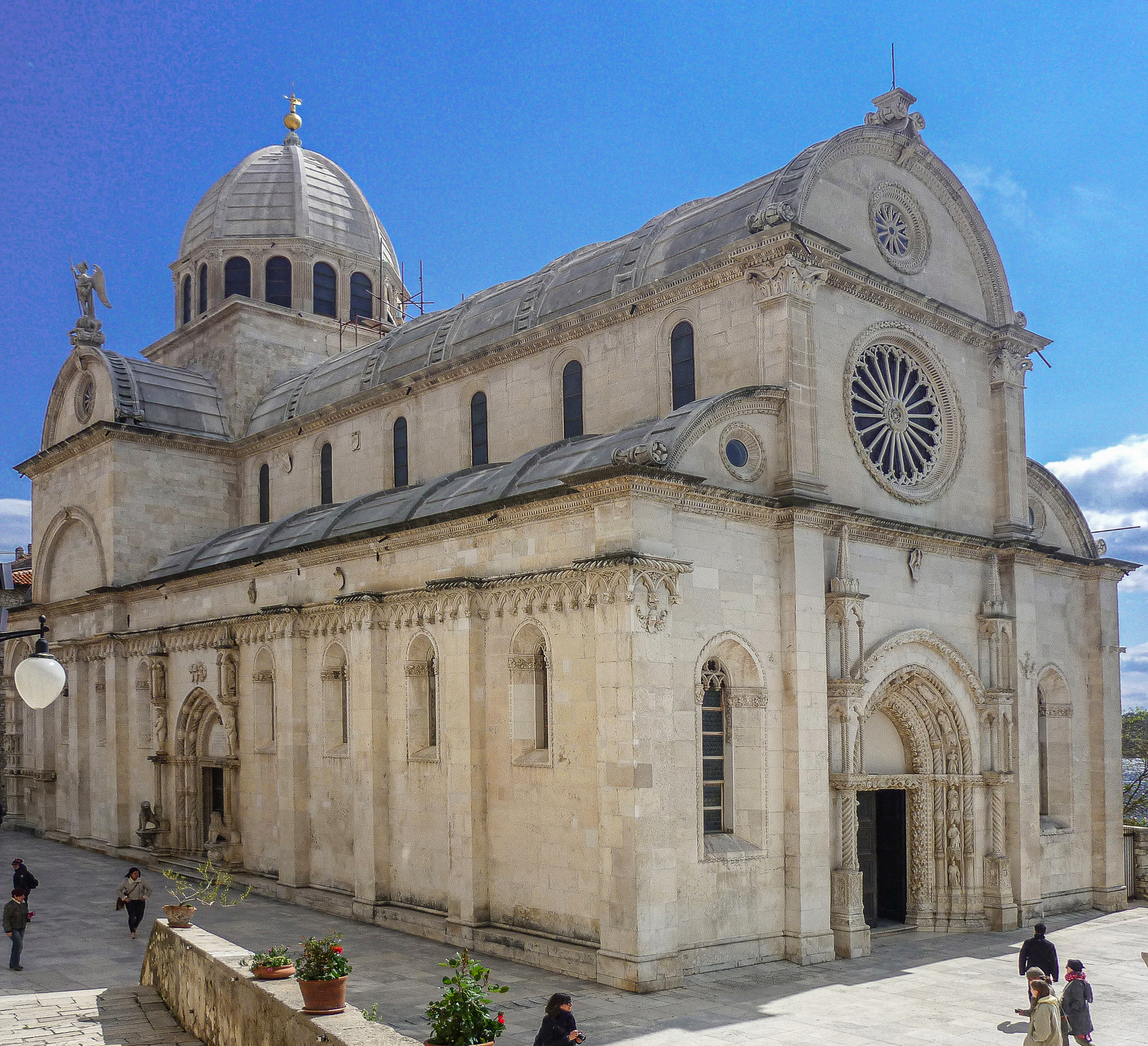
Die Kathedrale von vorne gesehen

Das wichtigste Bauwerk Šibeniks ist die Kathedrale des Heiligen Jakob (Katedrala sv. Jakova), deren Dach aus einem Tonnengewölbe aus freitragenden Steinplatten besteht. Die Kathedrale gehört zur Liste des Weltkulturerbes der UNESCO.
Unweit von Šibenik gibt es zwei Nationalparks: Krka und Kornati.
Šibenik ist eine Stadt der Treppen mit über 2800 Treppenstufen innerhalb seiner Gassen. Sie besitzt viele Sehenswürdigkeiten und Baudenkmäler.

### Festungen
Vom venezianischen Verteidigungssystem mit den vier Festungen von Šibenik befindet sich seit 2017 die Festung St. Nikolaus auf der Liste des UNESCO-Weltkulturerbes.
- Festung St. Nikolaus (Tvrđava sv. Nikola), Entwurf vom venezianischen Ingenieur Michiele Sammichelle, erbaut im 16. Jahrhundert am Eingang zum Antonius-Kanal (Sv. Ante) zur Verteidigung der Stadt von der Meerseite, auch zu Fuß erreichbar über die Promenade Sv. Ante.
- Festung St. Michael (Tvrđava sv. Mihovil) (60 m), auch Festung der hl. Anna, älteste Festung von Šibenik, entstanden im 11. Jahrhundert unter König Petar Krešimir IV., heutiges Aussehen aus dem 18. Jahrhundert mit vier Türmen, 2014 renoviert und mit einer Freiluftbühne versehen.
- Festung St. Johannes (Tvrđava sv. Ivan) (115 m), Entwurf vom venezianischen Architekten Antonio Leni, 1647 von den Türken aufgegeben.
- Festung Baron oder Festung Šubićevac (80 m), benannt nach dem venezianischen Feldherrn Christoph Martin von Degenfeld

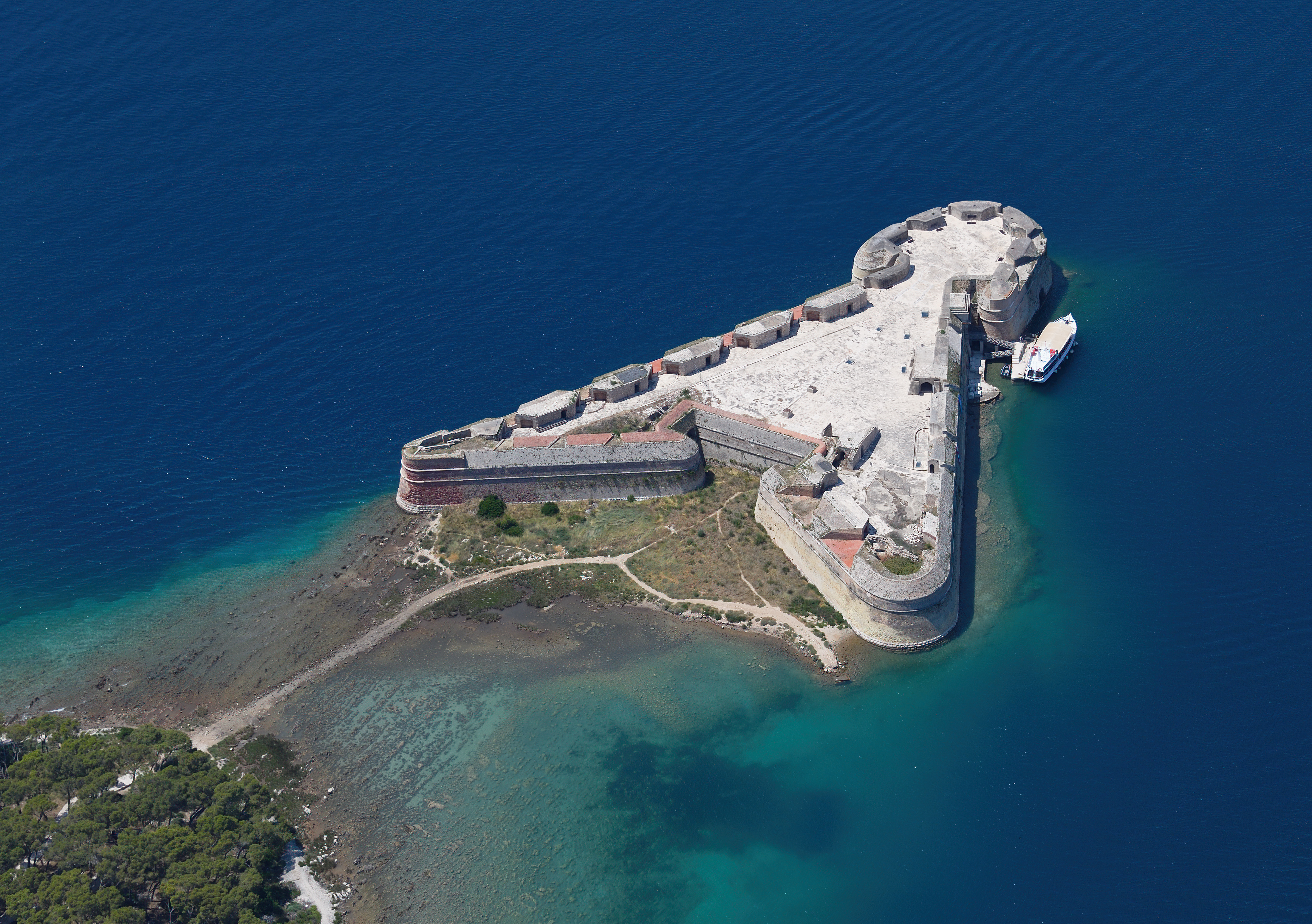
Festung St. Nikolaus
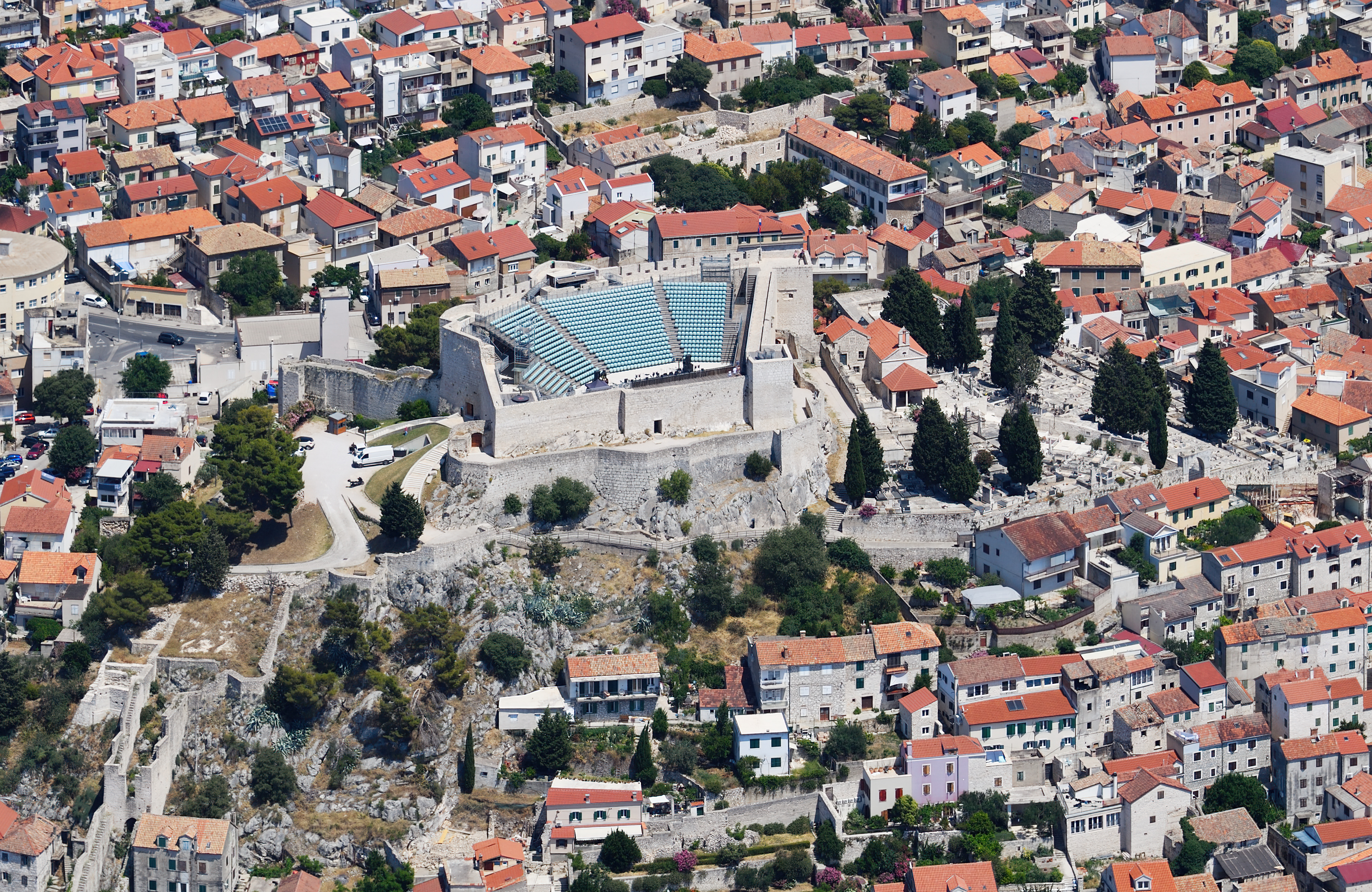
Festung St. Michael
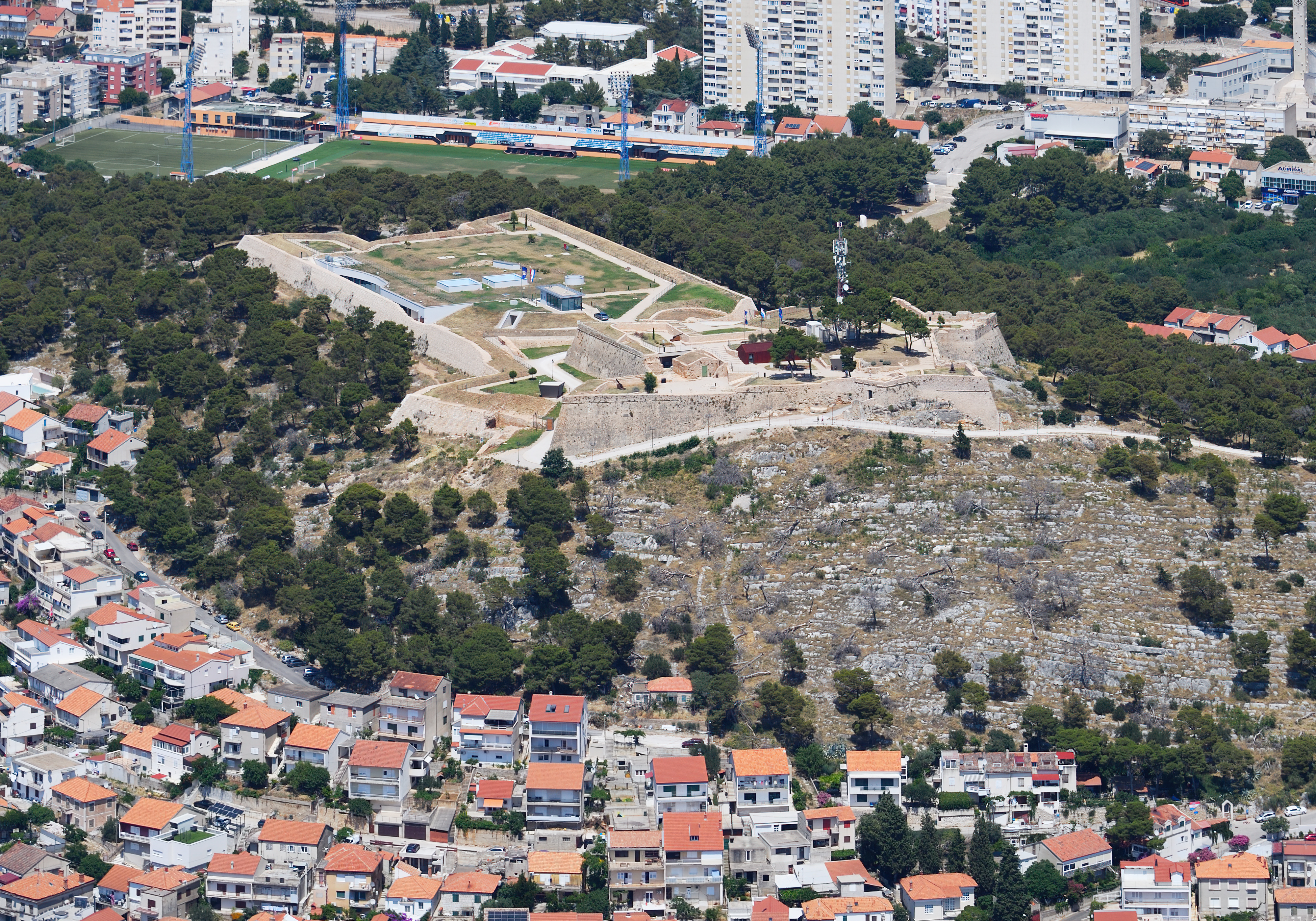
Festung St. Johannes
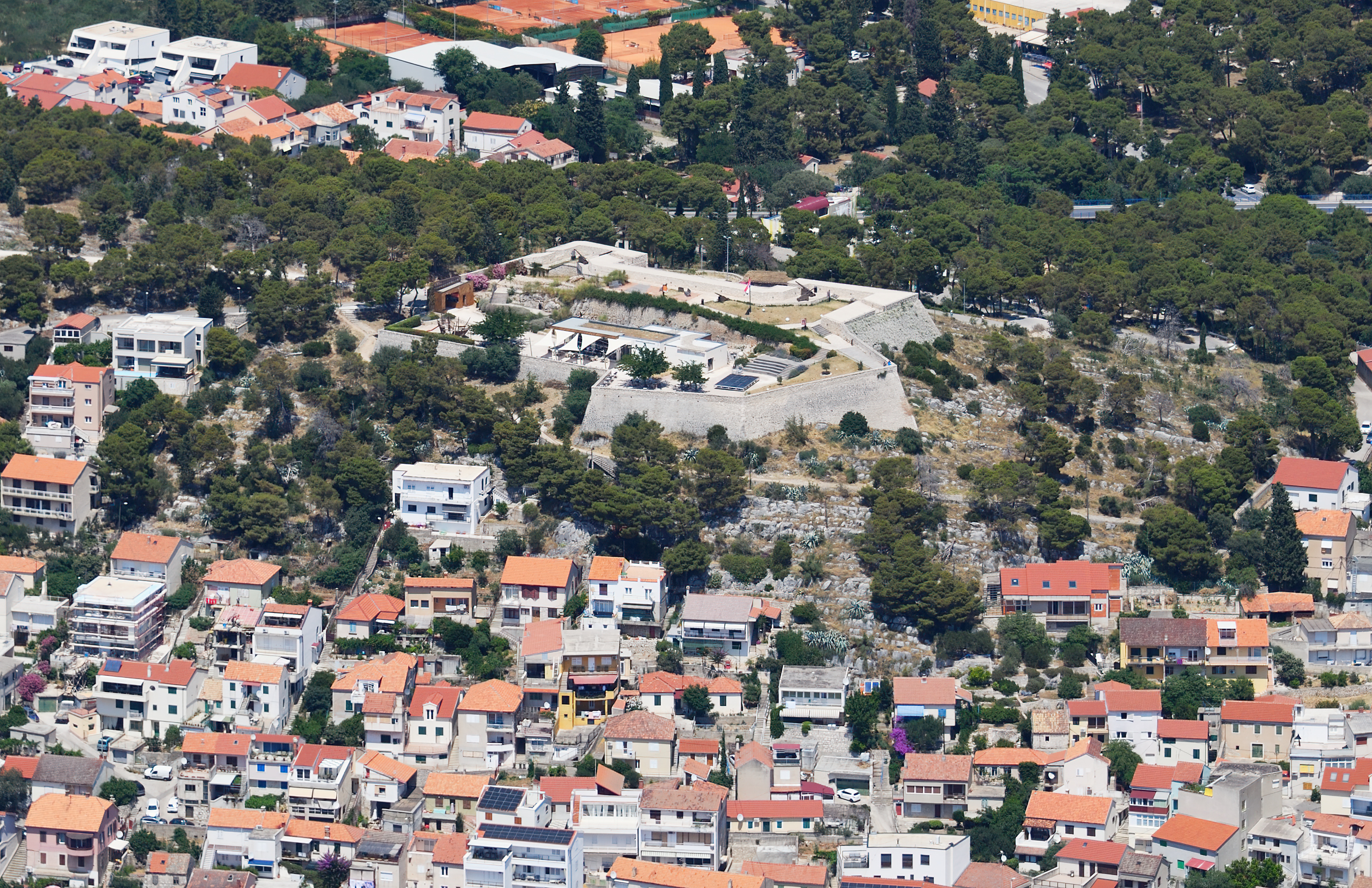
Festung Baron

### Kirchen und Klöster

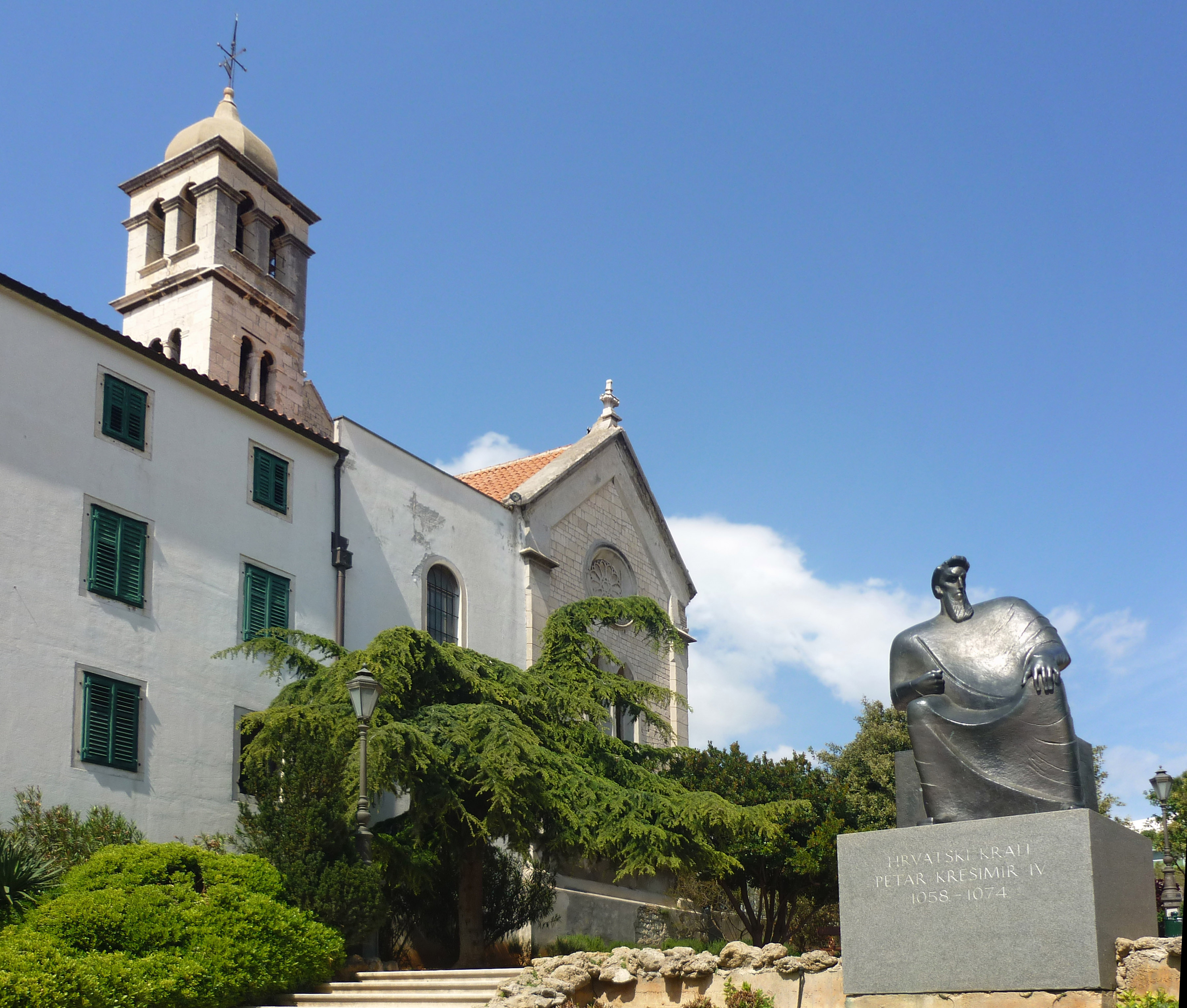
Franziskanerkloster und Denkmal des Königs Petar Krešimir IV.

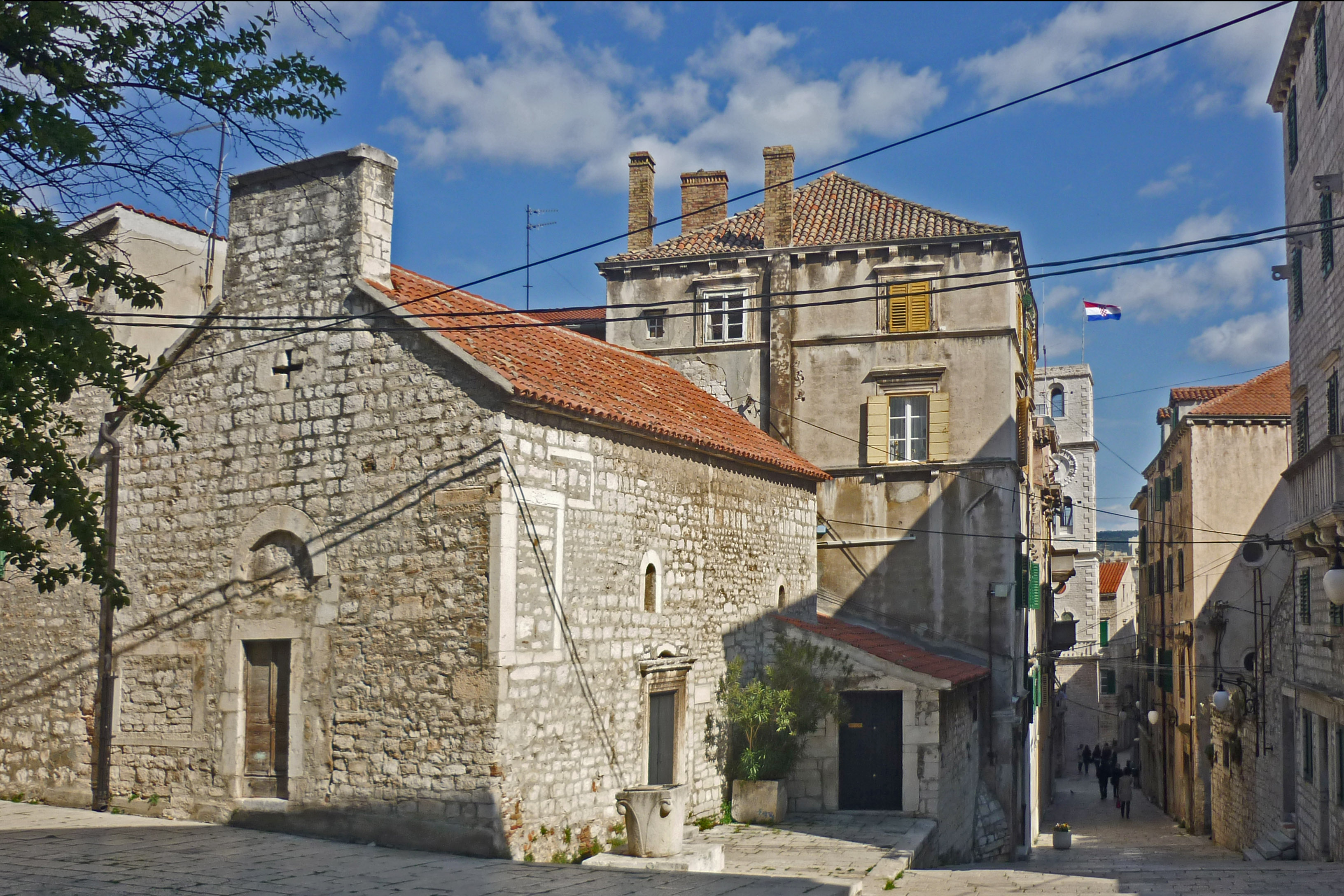
Kirche des hl. Krševan

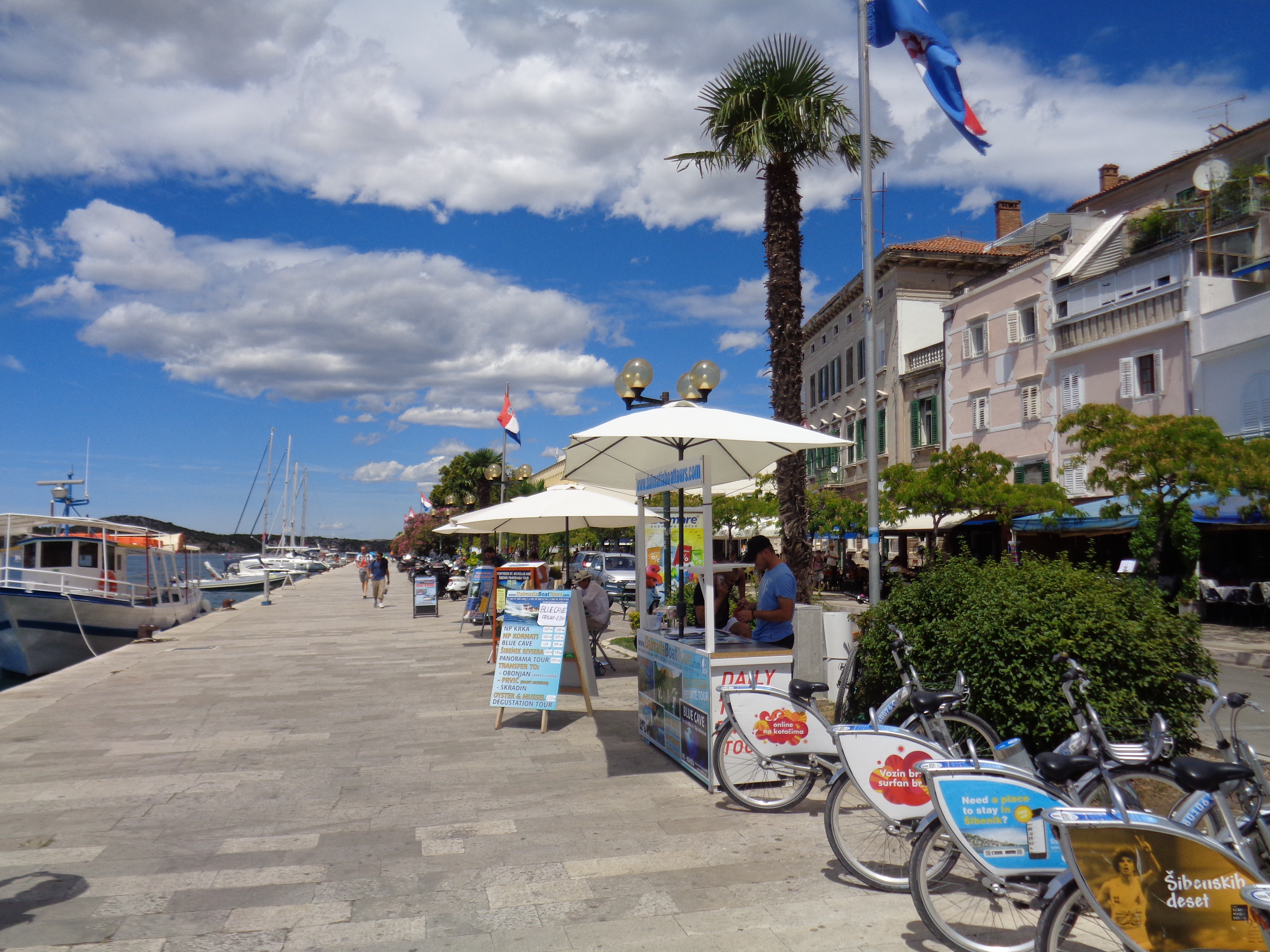
Šibeniker Uferpromenade

- Kathedrale des Heiligen Jakob (Katedrala sv. Jakova), deren Dach aus einem Tonnengewölbe aus freitragenden Steinplatten besteht, erbaut von 1431 bis 1535 von Giorgio da Sebenico (kroat.: Juraj Matejev Dalmatinac) und Niccolò di Giovanni Fiorentino (kroat.: Nikola Firentinac),
- Kirche Johannes der Täufer (Crkva sv. Ivan Krštitelj) in der Zagrebačka ulica, errichtet im 15./16. Jahrhundert im Übergangsstil Gotik-Renaissance, am unvollendeten Glockenturm befindet sich ein Renaissancefenster von Nikola Firentinac.
- Heiliggeistkirche (Crkva sv. Duha), im 17. Jahrhundert nach Plänen von Antun Nogulović erbaut, mit einem Radfenster über dem Portal.
- Kirche Mariä Himmelfahrt (Crkva Uspenie Bogomatere) mit barockem Glockengiebel in der Zagrebačka ulica, erbaut ab 1390, urspr. Erlöserkirche (Sv. Spas) des Benediktinerinnen-Klosters, seit 1810 als orthodoxe Kirche genutzt (mit sehenswerter Ikonostase).
- Franziskanerkloster und -kirche (Samostan i crkva sv. Frane) aus dem 16. Jahrhundert.
- Benediktinerinnenkloster und -kirche der hl. Lucia (Benediktinski samostan i crkva sv. Luce), gegr. 1639
- Laurentiuskloster und -kirche (Samostan i crkva sv. Lovre) mit dem mittelalterlichen Klostergarten (Laurentiusgarten), restauriert 2007 von Dragutin Kiš
- Dominikanerkloster und -kirche (Samostan i crkva sv. Dominika)
- Nikolauskirche (Crkva sv. Nikole), die Kirche der Seefahrer im Renaissance-Stil
- Allerheiligenkirche (Crkva Svih Svetih)
- Kreuzkirche (Crkva sv. Križ), errichtet von der Bruderschaft des Hl. Markus
- Neue Kirche (Nova crkva), Renaissancebau (15./16. Jahrhundert)
- Kirche der Muttergottes außerhalb der Stadt – Kirche Mariä Geburt (Crkva Gospe vanka grada – Porođenja Blažene Djevice Marije) (1740)
- Kirche des hl. Gregor (Crkva sv. Grgura) in der Jurja Dalmatinca-Straße, jetzt Museum
- Barbarakirche (Crkva sv. Barbare) aus dem 15. Jahrhundert, jetzt Museum für religiöse Kunst
- Kirche des hl. Chrysogonus (Crkva sv. Krševana), jetzt Galerie

### Übrige Bauten
- Altes Rathaus – Stadt-Loggia (Gradska vijećnica – Gradska lođa) am Platz der Republik (Trg Republike), erbaut 1533–1542
- Kleine Loggia (Mala lođa)
- Zagreber Straße (Zagrebačka ulica) mit zahlreichen Bürgerhäusern und Adelspalästen
- Platz der Republik (Trg Republike) mit Dalmatinac-Denkmal von Ivan Meštrović (1961)
- Stadttheater (Šibensko kazalište), erbaut 1870[8]
- Rektorenpalast (Kneževa palača) der venezianischen Herrscher, jetzt Stadtmuseum
- Bischofspalast (Biskupska palača), erbaut 1439–1441
- Šibenik-Brücke über den Mündungsarm der Krka
- Uferpromenade und Reste der Stadtmauer (Šibenski gradski bedemi) mit dem Seetor
- Vier Stadtbrunnen (Četiri bunara) und ehem. Wasserreservoir (15. Jahrhundert), jetzt Ausstellungszentrum „Bunari“ und Galerie
- Denkmal des Königs Petar Krešimiru IV. (Spomenik Petru Krešimiru IV.)
- Memorial Park Šubićevac (Spomen-park Šubićevac)
- Roberto-de-Visiani-Park
- Juraj-Šižgorić-Bibliothek
- Morinje-Brücke

## Partnerschaften
Šibenik ist Partnerstadt des Kreises Herford in Nordrhein-Westfalen und der Stadt Voiron in Frankreich.

## Kulturelle Ereignisse
Seit 1958 wird in Šibenik das „Internationale Kinderfestival“ begangen. Das Festival unterstützt die künstlerische Erziehung von Kindern und Jugendlichen.

## Sport
Der Verein HNK Šibenik ist Teilnehmer an der 1. HNL, der höchsten Kroatischen Fußballliga. Die Wasserballer von VK Šibenik gehören seit der Unabhängigkeit zu den stärksten Teams des Landes und waren wiederholt Gastgeber internationaler Veranstaltungen. Die Sportart ist an der Adriaküste recht populär.
Der 1923 gegründete und erfolgreiche Ruderverein Krka hat hier seinen Sitz.

## Verkehr

### Straßenverbindungen
Šibenik liegt an der Küstenstraße D8 (kroatisch: Jadranska magistrala; deutsch: Adriatische Magistrale). Im Norden überquert die D8 die Krka über die Šibenik-Brücke. Im Süden überquert die D8 die Morinja-Bucht über die Morinja-Brücke. Seit 2004 ist Šibenik an die Autobahn A1 angeschlossen. Weitere bedeutende Verkehrskorridore sind die Staatsstraße D27 Richtung Benkovac im Norden, die D33 Richtung Drnis und Knin im Osten sowie die D58 Richtung Trogir und Split.

### Busverbindungen
Der Busbahnhof im Zentrum von Šibenik bietet Verbindungen zum Nahverkehr sowie zum nationalen und internationalen Fernverkehr.

### Bahnverbindungen
Der Personenverkehr ab Bahnhof Sibenik auf der Bahntrasse Richtung Split und Knin wird als Pendelverkehr bis zur Hauptstrecke Zagreb-Split im 22 km entfernten Stadtteil Perkovic durchgeführt. Dort bestehen Anschlüsse Richtung Split und Knin-Zagreb, auch als Nachtverkehr.

### Fährverbindungen
Es bestehen zwei Fährverbindungen zu den vorgelagerten Inseln:
- Šibenik – Zlarin – Prvić – Vodice
- Šibenik – Zlarin – Kaprije – Žirje

Die Verbindung Šibenik – Zaton – Raslina – Skradin wurde mit dem Bau der Šibenik-Brücke und umliegenden Landstraßen in den 1960er Jahren eingestellt. Eine Fährverbindung von Šibenik nach Skradin zum Zwecke von Ausflügen zu den Wasserfällen Krka wird diskutiert.

### Flugverbindungen
Šibenik besitzt weder einen Flughafen noch einen Flugplatz. Passagierflüge finden über die internationalen Flughäfen Zadar (76 Straßenkilometer entfernt) und Split (50 Straßenkilometer entfernt) statt.

## Wirtschaft
Šibenik war bis in die 1980er Jahre ein bedeutender Industriestandort, insbesondere für die Verarbeitung von Aluminium. Aus dieser Zeit ist lediglich das Werk TLM (heute: Impol-TLM) im Stadtteil Razine übrig geblieben. Der Schiffsbau spielt heute noch eine Rolle. Die Werft NCP wurde 2019 durch die slowenische Firma Iskra übernommen und wird unter diesem Namen weiterbetrieben. Überregional bekannt ist der Wein- und Spirituosenhersteller Vinoplod Šibenik.

## Tourismus
Durch die Nähe zu den Wasserfällen Krka sowie zum Kornati-Archipel ist Šibenik seit Jahrzehnten touristisch geprägt. Seit den 2000er Jahren und mit dem Aufkommen von Billigflügen und der steigenden Popularität von Städtereisen und Kreuzfahrten wurde die Altstadt von Šibenik ein beliebtes Ziel für Touristen. Zuvor konzentrierte sich der Tourismus eher auf Orte wie Vodice, Primošten, auf das Hotel-Resort „Solaris“ bei Brodarica (heute: Amadria-Park) sowie auf die Nationalparks. Etliche Bauwerke, Plätze und Festungen wurden seit den 2000er Jahren restauriert oder ausgebaut um die Stadt für den Tourismus noch attraktiver zu machen.
Der nautische Tourismus hat ebenfalls stark zugenommen. In den 2010er Jahren wurde hierfür die „D-Marin“ errichtet, ein Yachthafen für große Yachten im Stadtteil Mandalina nahe dem Frachthafen und der Werft. Šibenik liegt auf einer beliebten Route für Segel- und Motoryachten, welche auf dem Weg zu den Krka-Wasserfällen an der Stadt entlang zum Prukljan-See und weiter bis Skradin führt. Das Inselarchipel vor Šibenik ist für den nautischen Tourismus ebenfalls von großer Bedeutung.
Die Kathedrale des heiligen Jakob wurde in der fünften Staffel der Serie Game of Thrones als Kulisse genutzt. Gemeinsam mit weiteren Drehorten der Serie in Kroatien wurde in den letzten Jahren Šibenik daher zunehmend auch für Fans der Serie ein beliebtes Reiseziel.

## Söhne und Töchter der Stadt

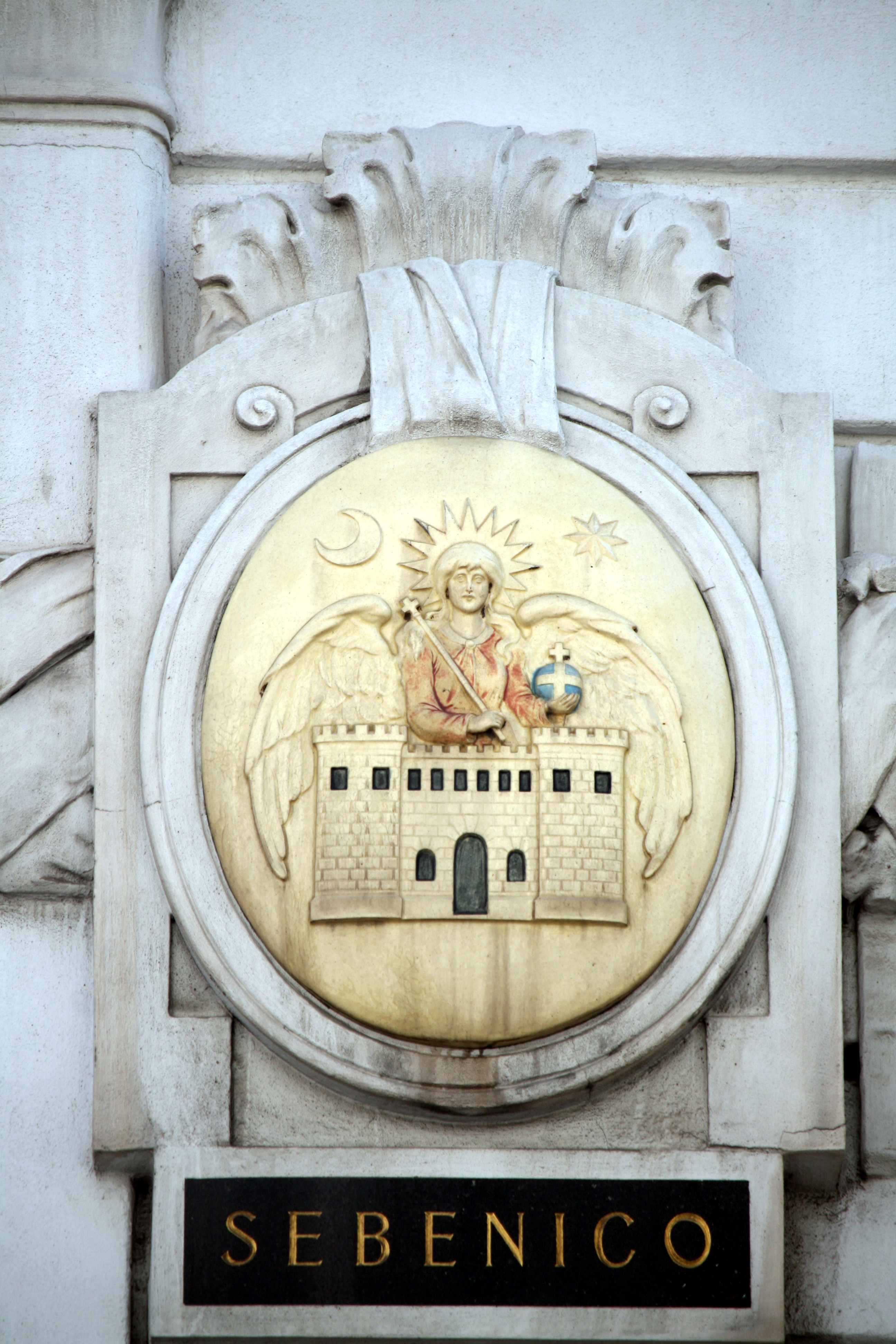
Wappen von Šibenik auf dem einst von der Marinesektion des k.u.k. Kriegsministeriums genutzten Amtsgebäude Marxergasse 2 in Wien. Im amtlichen Gebrauch der k.u.k. Marine wurden die Namen in italienischer Sprache verwendet.

- Nikola Tavelić (um 1340–1391), Franziskaner
- Giorgio Orsini (um 1410–1475), Sohn von Matteo, Bildhauer, Architekt und Stadtplaner
- Antun Vrančić (1504–1573), römisch-katholischer Geistlicher, Erzbischof von Gran 1570–1573
- Andrea Schiavone (um 1510–1563), Maler
- Fausto Veranzio (1551–1617), Diplomat, Geistlicher, Universalgelehrter und Erfinder
- Ivan Lukačić (1587–1648), Komponist
- Roberto de Visiani (1800–1878), Botaniker
- Niccolò Tommaseo (1802–1874), italienischer Dichter
- Krešimir Baranović (1894–1975), Komponist und Dirigent
- Veljko Poduje (1907–1993), Fußballspieler
- Renato May (1909–1969), italienischer Filmeditor und Regisseur
- Zdravko Kovačić (1925–2015), Wasserballspieler
- Arsen Dedić (1938–2015), Musiker, Dichter, Komponist
- Milivoj Petković (* 1949), ehemaliger Militär und Kriegsverbrecher
- Ivo Deković (* 1952), Maler
- Aleksandar Petrović (* 1959), Basketballspieler und -trainer
- Dražen Petrović (1964–1993), Basketballspieler
- Perica Bukić (* 1966), zweimaliger Olympiasieger im Wasserball (1984 und 1988)
- Siniša Kelečević (* 1970), Basketballspieler
- Ivica Tucak (* 1970), Wasserballtrainer
- Renato Vrbičić (1970–2018), Wasserballspieler
- Goran Višnjić (* 1972), Schauspieler
- Ivana Maletić (* 1973), Politikerin
- Maksim Mrvica (* 1975), Pianist
- Roko Glasnović (* 1978), katholischer Geistlicher, Bischof von Dubrovnik
- Ivan Ergić (* 1981), Fußballspieler
- Igor Cukrov (* 1984), Sänger
- Ante Rukavina (* 1986), Fußballspieler
- Franko Škugor (* 1987), Tennisspieler
- Antonija Sandrić (* 1988), Basketballspielerin
- Arijan Ademi (* 1991), Fußballspieler
- Grgo Živković (* 1993), Fußballspieler
- Duje Ćaleta-Car (* 1996), Fußballspieler